# نیروگاه سیکل ترکیبی هریس
نیروگاه سیکل ترکیبی هریس (آذربایجان شرقی در شهرستان هریس)، یکی از نیروگاه‌های ایران از نوع سیکل ترکیبی با ظرفیت تولید ۱۰۰۰ مگاوات در قالب طرح B.O.T (ساخت، بهره‌برداری و واگذاری) در زمینی به مساحت ۸۰ هکتار است. پست برق نیروگاه ۴۰۰ کیلوولت است. این نیروگاه در حال ساخت است و هنوز به بهره‌برداری نرسیده‌ است. با راه اندازی این نیروگاه رکورد راندمان نیروگاه‌های کشور از زیر ۵۰ درصد به ۵۸ درصد جهش خواهد یافت.
شرکت تانا انرژی به‌عنوان پیمانکار اصلی طرح در ساخت این نیروگاه حضور دارد.

## روزشمار ساخت و هزینه نیروگاه
این نیروگاه در دو فاز ۵۰۰ مگاواتی ساخته می‌شود. در خرداد ۱۳۹۶ اعلام شد که فاز اول طی ۳ سال ساخته می‌شود.
این نیروگاه با سرمایه‌گذاری شرکت مولد نیروگاهی هریس و با سرمایه اولیه ۳۲۰ میلیون یورو در دست ساخت است.